# Amatitlania nigrofasciata
Amatitlania nigrofasciata és una espècie de peix de la família dels cíclids i de l'ordre dels perciformes que es troba a l'Amèrica Central: zona pacífica (des del riu Sucio -El Salvador- fins al riu Suchiate -Guatemala-) i zona atlàntica (des del riu Patuca -Hondures- fins al riu Jutiapa -Guatemala-).
Els mascles poden assolir els 10 cm de longitud total.